# Georg Essen

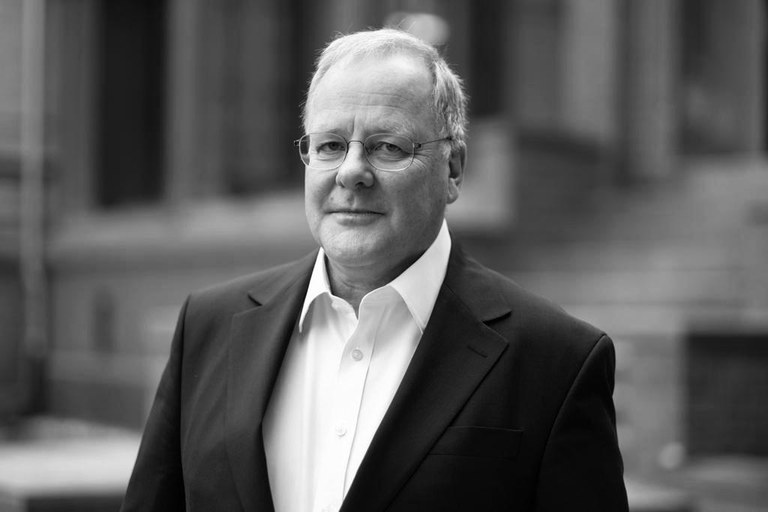
Georg Essen, 2023

Georg Essen (* 1961 in Kevelaer) ist ein deutscher Theologe und seit Februar 2020 Professor für Systematische Theologie am Zentralinstitut für Katholische Theologie der Humboldt-Universität zu Berlin.

## Leben
Nach dem Studium der Katholischen Theologie und Geschichte in Münster und Freiburg/Br. arbeitete Georg Essen 1987/88 an der Katholisch-Theologischen Fakultät der Westfälischen Wilhelms-Universität Münster als wissenschaftliche Hilfskraft an der Arbeitsstelle Friedens- und Konfliktforschung und 1988 als wissenschaftlicher Mitarbeiter am Katholisch-Ökumenischen Institut I. Von 1989 bis 2000 war er wissenschaftlicher Assistent am Seminar für Dogmatik und theologische Hermeneutik der Katholisch-Theologischen Fakultät Münster. 1994 wurde er an dieser Fakultät mit einer Arbeit über Historische Vernunft und Auferweckung Jesu. Theologie und Historik im Streit um den Begriff geschichtlicher Wirklichkeit zum Dr. theol. promoviert. Für seine Dissertation wurde ihm 1994 der Preis der Westfälischen Wilhelms-Universität Münster und 1995 der „Richard Schaeffler-Preis“ der Hochschule für Philosophie München verliehen. 1999 habilitierte er sich mit der Arbeit Die Freiheit Jesu. Der neuchalkedonische Enhypostasiebegriff im Horizont neuzeitlicher Subjekt- und Personphilosophie.
2000/2001 war er Hochschuldozent an der Katholisch-Theologischen Fakultät Münster. Von 2001 bis 2011 war Georg Essen Professor für Dogmatische Theologie an der Fakultät der Theologie der Radboud-Universität Nijmegen; dort leitete er von 2008 bis 2011 das Heyendaal Research Programme „Theology – Humanities – Sciences“. Von 2006 bis 2011 bekleidete er zusätzlich die Professur für Religions- und Kulturtheorie an der dortigen Fakultät der Religiewetenschappen (nunmehr Fakultät der Philosophie, Theologie und Religionswissenschaft). Von 2005 bis 2007 absolvierte er am „Institut für Familientherapie Weinheim – Ausbildung und Entwicklung e.V.“ eine Ausbildung in systemischer Supervision und Institutionsberatung. Von 2006 bis 2009 war er Fellow am Kulturwissenschaftlichen Institut Essen und Mitarbeiter in dessen Projekt „Humanism in the Era of Globalization. An Intercultural Dialogue on Culture, Humanity, and Values“. 2011 forschte er als Visiting Scholar an der Stanford University, Palo Alto (USA).
Vom Wintersemester 2011/2012 bis zum Wintersemester 2019/2020 war Georg Essen Professor für Dogmatik und Dogmengeschichte an der Katholisch-Theologischen Fakultät der Ruhr-Universität Bochum. Vom Wintersemester 2014/15 bis zum Sommersemester 2015 war er dort Prodekan und vom Wintersemester 2015/16 bis zum Sommersemester 2017 Dekan. Von 2014 bis 2019 war er der Leiter der Arbeitsgemeinschaft katholische Dogmatik und Fundamentaltheologie. Von 2019 bis 2021 war er als Mitglied im Beirat dieser Arbeitsgemeinschaft tätig. Im akademischen Jahr 2017/18 war Georg Essen Fellow am Wissenschaftskolleg zu Berlin und forschte dort zu einem Thema aus dem Bereich des Religionsverfassungsrechts: „Religion in den Autonomiewelten moderner Rechtskulturen. Der Katholizismus als paradigmatische Fallstudie“.
Seit Februar 2020 ist Georg Essen Professor für Systematische Theologie am neu gegründeten Zentralinstitut für Katholische Theologie (IKT) der Humboldt-Universität Berlin (mit rund 60 Studierenden im Wintersemester 2020/21). Von 2021 bis 2023 war er dessen Direktor. Von 2023 bis 2025 war er an diesem Institut stellvertretender Direktor und Studiendirektor. Seit dem Sommersemester 2021 ist er Mitglied im Akademischen Senat sowie im Konzil der Humboldt-Universität Berlin; seit 2023 ist er Mitglied im Vorstand des Konzils. Seit März 2025 ist Georg Essen Direktor des Zentralinstituts für Katholische Theologie.
Im November 2021 wurde Georg Essen zum Berater in die Kommission I (Glaubenskommission) der Deutschen Bischofskonferenz berufen.

## Wirken
Die Forschungsthemen von Georg Essen fokussieren sich auf ein philosophisches und theologisches Interesse an der Moderne. Er gehört somit zu den katholischen Theologinnen und Theologen, die auf die Ausarbeitung eines strikt neuzeitlich orientierten Begriffs von Theologie dringen. Es geht darum, die wesentlichen Einsichten der von Immanuel Kant und dem Deutschen Idealismus ausgehenden Einsichten der Philosophie der Moderne konstruktiv aufzugreifen und zu verarbeiten. Damit positioniert sich Georg Essen im Horizont liberalkatholischer Traditionen, wie sie bereits in der Sattelzeit der Moderne um 1800 entwickelt wurden.
Zu seinen Arbeitsschwerpunkten gehören erstens klassische Themenfelder der Dogmatik, vor allem Christologie und Gotteslehre sowie Geschichtstheologie. Im Rahmen einer theologischen Historik ist er an Theorien der Dogmenhermeneutik und Dogmengeschichte interessiert. Zweitens ist Georg Essen an einem Dialog zwischen Theologie und Philosophie interessiert, mit Schwerpunkten auf modernen Subjekt- und Freiheitsphilosophien. Drittens forscht er zu Fragen des Religionsverfassungsrechts und der Politischen Theologie.
Das methodische Integral seiner interdisziplinären Forschungen spiegelt sich in dem Entwurf einer dogmatischen Normentheorie, das theologische, philosophische und rechtswissenschaftliche Grundlegungsfragen vom Begriff der autonomen Freiheit her bearbeitet.

## Schriften

### Autor
- Historische Vernunft und Auferweckung Jesu. Theologie und Historik im Streit um den Begriff geschichtlicher Wirklichkeit. Mainz 1995.
- Die Freiheit Jesu. Der neuchalkedonische Enhypostasiebegriff im Horizont neuzeitlicher Subjekt- und Personphilosophie. (= ratio fidei, Bd. 5) Regensburg 2001.
- Sinnstiftende Unruhe im System des Rechts. Religion im Beziehungsgeflecht von modernem Verfassungsstaat und säkularer Zivilgesellschaft. Essener Kulturwissenschaftliche Vorträge, 14, Göttingen 2004.
- Geschichtstheologie und Eschatologie in der Moderne. Eine Grundlegung (= Lehr- und Studienbücher zur Theologie, Bd. 6). Lit, Münster 2016.
- Fragile Souveränität. Eine Politische Theologie der Freiheit. Tübingen 2024.

### Herausgeber und Mitherausgeber
- mit Magnus Striet: Kant und die Theologie. Darmstadt 2005.
- mit Nils Jansen: Dogmatisierungsprozesse in Recht und Religion. Tübingen 2011.
- Verfassung ohne Grund? Die Rede des Papstes im Bundestag. Freiburg 2012.
- mit Christian Danz: Philosophisch-theologische Streitsachen. Pantheismusstreit – Atheismusstreit – Theismusstreit. Philosophisch-theologische Streitsachen in der religionsphilosophischen Achsenzeit. Darmstadt 2012.
- mit Franz Xaver Bischof: Theologie,  kirchliches Lehramt und öffentliche Meinung. Die Münchener Gelehrtenversammlung von 1863 und ihre Folgen. Stuttgart 2015.
- mit Christian Frevel: Theologie der Geschichte – Geschichte der Theologie. (= Quaestiones disputatae, 294), Freiburg u. a. 2018.
- mit Christian Danz: Dogmatische Christologie in der Moderne. Problemkonstellationen gegenwärtiger Forschung. (= ratio fidei, Bd. 70), Regensburg 2019.
- mit Magnus Striet: Nur begrenzt frei? Katholische Theologie zwischen Wissenschaftsanspruch und Lehramt. (= Katholizismus im Umbruch, 10), Freiburg u. a. 2019.